# Consistori de Barcelona
Il Consistori (de la Gaya Sciència) de Barcelona ("Accademia della Gaia Scienza") fu un'accademia letteraria fondata a Barcellona da Giovanni il Cacciatore, re d'Aragona e conte di Barcellona, nel 1393 a imitazione del Consistori del Gay Saber fondato a Tolosa settanta anni prima (1323). La poesia prodotta da e per il Consistori era fortemente influenzata dai trovatori. Lo scopo principale del Consistori era quello di promuovere stili e temi "corretti" e scoraggiare i vizi (vicis), ricompensando perciò con premi i poeti in competizione che aderivano alle "norme" della composizione poetica. Ci sono pervenuti i nomi di certi poeti laureati e, nonostante alcune eccellenti descrizioni delle attività del Consistori, le persone associate e le poesie risultano avvolte nell'oscurità.

## Origini

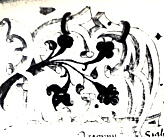
Decorazione floreale da un privilegio di Ferdinando I dato al Consistori nel 1413

Alla Pentecoste del 31 maggio del 1338, un agone letterario venne tenuto a Lleida davanti a Pietro il Ceremonioso, predecessore di Giovanni, dove venivano premiate le poesie giudicate migliori. I membri del collegio giudicante venivano designati alla presenza del re, onde giudicare super arte dictandi et faciendi pulcra carmina sive cantars ("sull'arte di dire e comporre bellissime canzoni, ovvero, cantars"). I poeti vincitori ricevevano una rosa d'or e un pezzo di stoffa costosa di raso detta diasprell. Con il suo premio floreale, l'agone del 1338 veniva ad emulare i jocs florals (giochi floreali), sempre tenutisi a Tolosa, e infine anche a Barcellona.
In buona parte questo evento, tuttavia, resta sconosciuto: la lingua di composizione era indigena (cantars), ma incerta (occitano o catalano), e i nomi dei poeti o parte della loro opera non ci è pervenuta. Ciò nonostante, Martí de Riquer ipotizza che tali competizioni avessero avuto luogo in anni precedenti e in quelli successivi, sebbene non ne resti prova documentale. Non si deve credere che tali agoni avvenissero alla presenza del re; essi potevano anche tenersi dai grandi signori.
A Valencia il 20 febbraio del 1393, Giovanni il Cacciatore fondava un festival annuale (la festa de la Gaya Sciència) celebrato in onore della Vergine Maria il giorno dell'Annunciazione (15 maggio) o la domenica successiva a Barcellona. Il festival comprendeva probabilmente una competizione poetica in lingua locale, modellato su quello tenutosi a Tolosa, Parigi, e altre città rinomate, e le poesie presentate sarebbero state giudicate da Jaume March II e Luys d'Averçó, qualificati come magistros et defensores (insegnanti e difensori) di poesia.
Il documento della fondazione del re, scritto dallo scriba Bartomeu Sirvent, fa menzione ugualmente del fatto che l'iniziativa per il festival fu di March e Averçó con il consenso del re. Anche la competenza dei giudici scelti per il festival venne disposta dal re, in latino: gaya vel gaudiosa, et alio nomine inveniendi sciencie, vale a dire, "gaia e gioiosa, e altro nome della scienza inventiva". I termini latini gaya... sciencie e inveniendi sciencie erano la traduzione diretta dei termini dialettali gay sauber (gaia scienza) e ciència de trobar (scienza della composizione trobadorica).

## Competizioni
La prima competizione letteraria indetta dal Consistori de Barcelona venne tenuta probabilmente il 28 marzo 1395 alla presenza del re, il quale si trovava a Barcellona dal 25 marzo. Questa manifestazione è nota da una lettera che il re scrisse, spedita il 19 febbraio del 1396 nella quale si racconta della bella festa... a honor de la dita gaya ciència, dei premi forniti dal governo municipale della città. Non vi è attestazione documentale dei nomi dei vincitori, dei premi o delle loro poesie. La lettera del 1396 venne scritta in catalano da Bernat Metge a nome del re e inviata da Perpignano a Barcellona, nella quale si annunziava l'arrivo del re che avrebbe presieduto al festival, e si chiedeva perciò alla città di stanziare dei fondi. Jaume March portò la lettera davanti al Consell dels Cents Jurats verso la metà di marzo, ma il momento non era dei più propizi. Il Consell cospirava contro il re e la città ampiamente ne rifiutava il controllo. Allora il Consell dels Trenta mandò un'ambasciata a Giovanni per riferire su el fet de la gaya sciència, ma la risposta della città fu que les dites joies no sien donades per la Ciutat (che i suddetti gioielli non fossero donati dalla città) e che quello sarebbe stato l'ultimo anno in cui avrebbero avuto luogo i giochi floreali.

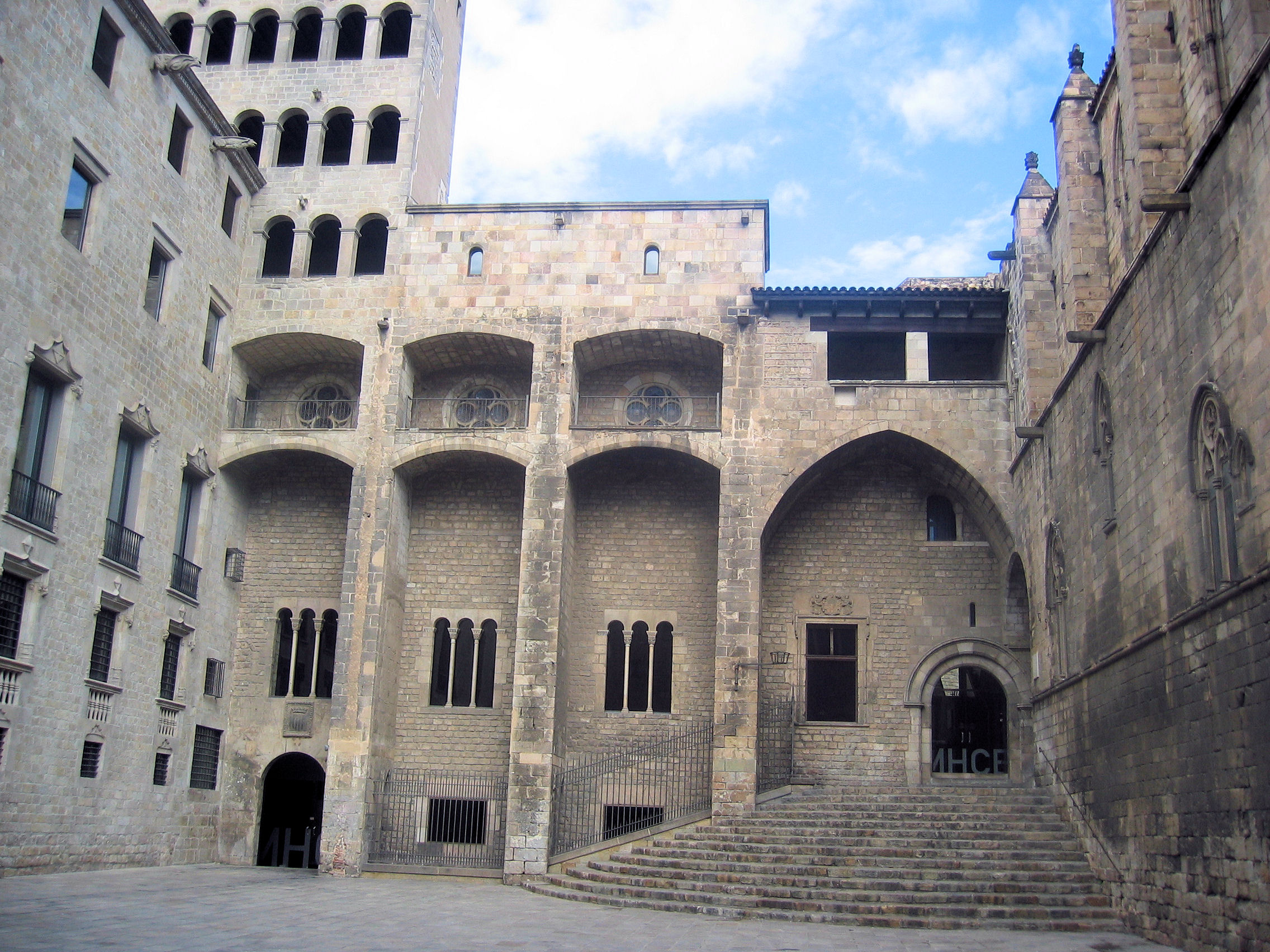
La piazza del Palau Reial Major, il luogo in cui si svolgeva la competizione

Giovanni morì due mesi dopo, dopo aver tenuto solo due dei suoi agoni annuali previsti (1394 e 1395). Il festival non venne realizzato per altri due anni fino a che il 1º maggio del 1398, allorché il successore di Giovanni, Martino l'Umano, accettò, da Saragozza, di sovvenzionare l'agone annuale del Consistori, tenutosi nuovamente il giorno della Pentecoste, con quaranta fiorini d'oro aragonesi onde sostenere i costi dei premi in oro e argento per i vincitori, scelti dai mantenidors nominati dal re. Il 12 agosto del 1399 a Saragozza, Martin ripropone per la candidatura Jaume March e Luys d'Averçó come rettori, mantenidors e difensori della Gaya Sciència de Barcelona. I due atti di Martin non fanno riferimento ai precedenti tentativi del re Giovanni, ma piuttosto sembrano trattare il Consistori come una nuova fondazione reale distinta da quella municipale del suo predecessore. L'atto del 1398 di Martin faceva anche menzione (nuovamente) di Tolosa e Parigi in un lungo preambolo nel quale si delineavano i meriti delle varie scienze: aritmetica, astrologia, dialettica, geometria, legge, medicina, musica, politica, strategia, composizione (trobar), teologia, ecc. Con Martin una grande festa venne organizzata nel 1408 sotto le mura barcellonesi dove si incontrano il Mirador del rei Martí - una successiva aggiunta al complesso del palazzo reale - e il Palau del Lloctinent.
Il Consistori chiuse con la morte di Martin (1410) e la confusione politica che condusse al Compromesso di Caspe (1412) ne impedì l'attività, ma il 17 marzo del 1413 Ferdinando d'Antequera, succeduto a Martin in base a quanto stabilito nel compromesso, riconfermò al Consistori (consistorio, collegio seu cetu inventorum) tutto ciò che Martin ebbe decretato nel 1398, concedendogli il diritto di eleggere i quattro mantenidors, permettendogli di deliberare in ogni periodo dell'anno e di indire il suo festival annuale. La data dell'evento venne confermata per il 1º maggio, e Ferdinando divenne il suo più grande mecenate. I suoi legami con il Castiglia favorirono sempre più l'afflusso della cultura catalana (e occitana), fungendo da catalizzatore per il primo trattato poetico in lingua castigliana, l'Arte de trovar.

## Discorsi di Felip de Malla
Nel febbraio del 1413, un mese prima del privilegio di Ferdinando, il Consistori tenne una delle sue competizioni meglio documentate al Palau Reial Major. Si sono conservati sia il discorso di apertura (presuposició) di uno dei mantenidors (il maestro di teologia, Felip de Malla) che la dichiarazione del vincitore. Entrambi i discorsi vennero trascritti (e presumibilmente pronunciati) in un catalano generosamente stagionato frammisto al latino classico ed ecclesiastico. Felip dimostra la sua conoscenza dei classici, di Pindaro, Alceo, Orazio, Catullo e Sereno Sammonico. Essendo maestro di teologia, non sorprende il suo carattere spiccatamente religioso:
I discorsi di Felip sono interessanti e pieni di riferimenti eruditi, mostrando una predilezione per le digressioni scolastiche, tollerando solo la poesia religiosa dedicata a Dio o alla Vergine. Felip loda Ferdinando, il quale sembra sia stato presente, per aver dato prestigio al Consistori (collegi). Poi sviscera la questione. Alla luce del fatto che Ferdinando resta coinvolto in una guerra con Giacomo II, Conte di Urgell, Felip esige brani brevi, taglienti in merito alla guerra, vale a dire, dei sirventes. Il discorso di chiusura di Felip è simile nello stile a quello di apertura, ricolmo di riferimenti e prolissi commentari latini, ma in esso non viene fatta menzione del nome del vincitore o della sua poesia. Probabilmente il discorso venne scritto prima del sentenza finale, senza che il vincitore dunque fosse ancora noto.

## Descrizione di Enrique de Villena
Una delle migliori descrizioni del Consistori de Barcelona si trova nell'Arte de trovar dello scrittore Castigliano Enrique de Villena, il quale si trovava a Barcellona nel 1408. Sebbene compilato nel 1423, il testo probabilmente descrive il Consistori anche durante il periodo di Martino l'Umanista. Il resoconto di Enrique riguardo alla fondazione del Consistori, tuttavia, è un coacervo di eventi storici che accaddero in decenni e forse secoli diversi:
Enrique è la sola autorità ad affermare che Giovanni il Cacciatore avesse mandato un'ambasciata al re di Francia, Carlo VI, evidentemente prima del 1393, per chiedere di spedire due uomini del suo Consistori tolosano onde fondarne uno a Barcellona. Secondo Jerónimo Zurita nel suo Indices rerum ab Aragoniae regibus gestarum (Zaragoza: D. a Portonariis de Ursinus, 1578), nel 1388 un'ambasciata venne mandata in Francia...
La storia non è inverosimile e, tuttavia, potrebbe spiegare gli oscuri riferimenti a Parigi negli atti di Giovanni e Martino. È inoltre plausibile che gli studiosi lasciassero Tolosa con lo scopo di fondare una seconda accademia a Barcellona, tenuto conto della storia della letteratura occitana in Catalogna.
Secondo Enrique, la sola fonte per quanto concerne la struttura organizzativa del Consistori, fa riferimento a quattro mantenidors: un cavaliere, un maestro di teologia, maestro di leggi e uno stimato e onorato cittadino. Dal momento che tutti gli altri documenti esistenti mostrano Giovanni e Martino come due mantenidors, ne consegue che Ferdinando di Antequera, per il quale Enrique stava scrivendo, ne avesse portato il loro numero a quattro. A un certo punto Enrique sembra dire che i premi (vergas de plata) venissero concesse ogni mese (cada mes), ma questo potrebbe derivare da una corruzione nei manoscritti e i premi concessi andrebbero dunque probabilmente riferiti a "ogni anno". Secondo Enrique, il "collegio de Barcelona" decadde dopo la morte di Martino nel 1410. Il toledano Álvar Gómez de Castro (XVI secolo) chiosa il manoscritto dell'Arte de trobar, scrivendo che Enrique entrò al servizio di Ferdinando, dopo che questi fu eletto come successore di Martino nel 1412 
Il posto tenuto da Enrique nel Consistori fu simile a quello di un presidente, ma è possibile che ne esagerasse l'importanza.
Enrique nel descrivere le festas della Gaia Scienza scrive che venivano svolte in due sessioni, forse in due giorni separati. Nella prima sessione, uno dei mantenidors dà una lettura (chiamata presuposición), poi i poeti recitano i loro componimenti de la materia a ellos asignada ("in base al tema loro assegnato"). I temi erano...
Questi tre temi vennero intesi dai romantici come quelli di fede (fé), patriottismo (patria), e amore (amor).
Dopo la prima sessione, le poesie venivano messe in forma scritta e prese in mano dai mantenidors per le loro decisioni segrete (il jurat), dove le poesie venivano esaminate in base alla fedeltà riscontrata verso le regole e le pecche venivano accuratamente esaminate. L'enfasi veniva a incentrarsi sull'identificazione dei vicis (vizi, errori) rispetto alle norme contenute nei llibres de l'art ("libri dell'arte"), i trattati in dotazione dei mantenidors. La seconda sessione veniva tenuta dopo l'approvazione della sentenza, la dichiarazione del vincitore e il premio concesso.

## Contenuto e stile della poesia
I Consistoris (di Tolosa e Barcellona) per l'isolamento e il classicismo in cui versavano, vengono tagliati fuori dai movimenti letterari che diedero vitalità ad altre forme dialettali, come quelle del dolce stil novo e del Rinascimento in Italia e dell'opera di Ausiàs March, associata all'apogeo della lingua catalana medievale. Martín de Riquer è estremamente critico in merito all'influenza negativa esercitata dall'accademia tolosana sulla poesia catalana attraverso l'esportazione di occitanismi e la predilezione di una lingua letteraria arcaica. Per la sua concezione ristretta e tematicamente limitata dell'arte e le rigide regole imposte a forma e contenuto, egli la paragona al neoclassicismo francese e alla "tirannia del suo monotono alessandrino". Tutte queste cattive influenze continuarono a esercitare il loro effetto negativo a cominciare da Barcellona, dove si imitava lo stile retorico di Tolosa. Il ritratto dei giudici che chiosano i "vices" ai margini dei poemi presentati alla competizione è emblematico di questa "tirannia" delle regole sulla creatività. A tale riguardo il Consistori era molto simile a una università medievale, oltre ad essere anche più borghese, essendo essenzialmente stato creato da cittadini per i cittadini, con in mente i loro gusti e i loro interessi. La differenza essenziale tra le attività e la poesia del Consistori e quelle di primi trovatori è che questi componevano (in modo originale) in un ambiente di corte e condividevano gusti e interessi attinenti alla vita di corte. Sotto questo aspetto il movimento rispecchiava quello del dolce stil novo in Italia, ma con meno successo. Il fallimento della città di Barcellona nel sostenere il Consistori e la sua ricaduta nel patronato reale nel 1396 fornisce il migliore esempio dei problemi sorti, allorché si volle perseguire consciamente l'obiettivo di continuare la tradizione trobadorica in un'atmosfera ad essa di certo non propizia.
Degli agoni indetti dal Consistori ci sono pervenute alcune poesie, conservate nei canzonieri insieme ad altre canzoni trobadoriche. Il Cançoner dels Masdovelles è uno dei più importanti, di cui soltanto tre canzoni possono essere collegate con tutta certezza al Consistori de Barcelona. Gilabert de Próxita scrisse Le souvenirs qu'amors fina me porta, una canzone secolare sull'amore, alla maniera dei trovatori. Secondo il suo quarantaduesimo verso, essa venne presentata al novell consistori ("al nuovo concistoro), probabilmente una ri-organizzazione attuata da Martino l'Umanista. Andreu Febrer compose Sobre.l pus naut element de tots quatre, un panegirico astrologico e mitologico per un'innominata regina di Sicilia. Oltretutto, egli fa allusioni al cossistori, ma ciò potrebbe essere un riferimento a qualche competizione tenutasi nel Sicilia. Un altro trovatore, con un suo componimento pervenutoci presentato a Barcellona, è Guillem de Masdovelles, il quale partecipò anche all'agone di Tolosa vincendolo. La sua canso d'amore Pus li prat son de verdura guarnit venne "coronada" vincitrice alla competizione tenutasi a Barcellona. È interessante notare che il lavoro di Guillem è scritto in un occitano intriso di catalanismi e quello di Andreu in un catalano cosparso di occitanismi. Apparentemente, la lingua (anche se romanza) della poesia presentata al consistori catalano non aveva uniformità. Il nipote di Guillem, Joan Berenguer de Masdovelles, fece tradurre la poesia vincitrice di suo zio dal llemoví (occitano) al catalano. Le traduzioni di Joan Berenguer delle opere occitane di suo zio stanno a testimoniare l'uso conscio di una lingua letteraria ben distinta da quella utilizzata nella conversazione quotidiana e la natura consapevolmente arcaica di occitanismi nella letteratura catalana.

## Eredità e influenza
Il Consistori di Barcellona è di solito considerato un periodo di transizione nella letteratura catalana, distante dal prestigioso trattamento occitano, dalla penetrazione di occitanismi e da una poesia catalana indipendente. Sotto molti aspetti esso è l'ultima fase della letteratura medievale e dei trovatori, aprendo la strada a ciò che può essere considerato la letteratura rinascimentale in lingua catalana. Il Consistori, o più specificamente la Gaia Scienza che si coltivava nella penisola iberica, veniva ad allargare lentamente verso occidente la sua influenza in Castiglia e in Portogallo. L'Arte de trovar del castigliano Enrique de Villena venne probabilmente scritta con l'intenzione di esortare il suo dedicatario, il Marchese di Santillana, a fondare e favorire un Consistori in Castiglia modellato sull'esempio barcellonese:
Il qualche modo il Marchese è comunque riuscito a fare assorbire il concetto della Gaia Scienza, dato che scrisse al duca Pietro di Coimbra una famosa lettera, Prohemio e carta, nella quale esalta la natura divinamente ispirata, carismatica e frenetica della gaya sçiençia. Questa concezione dell'arte dei trovatori era fondamentalmente alterata dall'infusione neoplatonica subentrantrata con il Rinascimento e l'influenza italiana. Ciò nonostante, la poesia spagnola del XV secolo, più che altrove, cercava di emulare la poesia occitana classica. Alfonso il Magnanimo in particolare, nonostante il suo classicismo, portò una poesia trobadorica, occitana e smaccatamente medievale a Napoli, dopo averla conquistata nel 1443. Questa tradizione letteraria spagnola a Napoli resterà esclusa dalle correnti del Rinascimento. In Spagna, la scuola trobadorica ebbe un breve sobbalzo nel XVI secolo, ma l'influenza del Consistori difficilmente può essere estesa oltre la metà del XV secolo.